# Ostheimer Weichsel

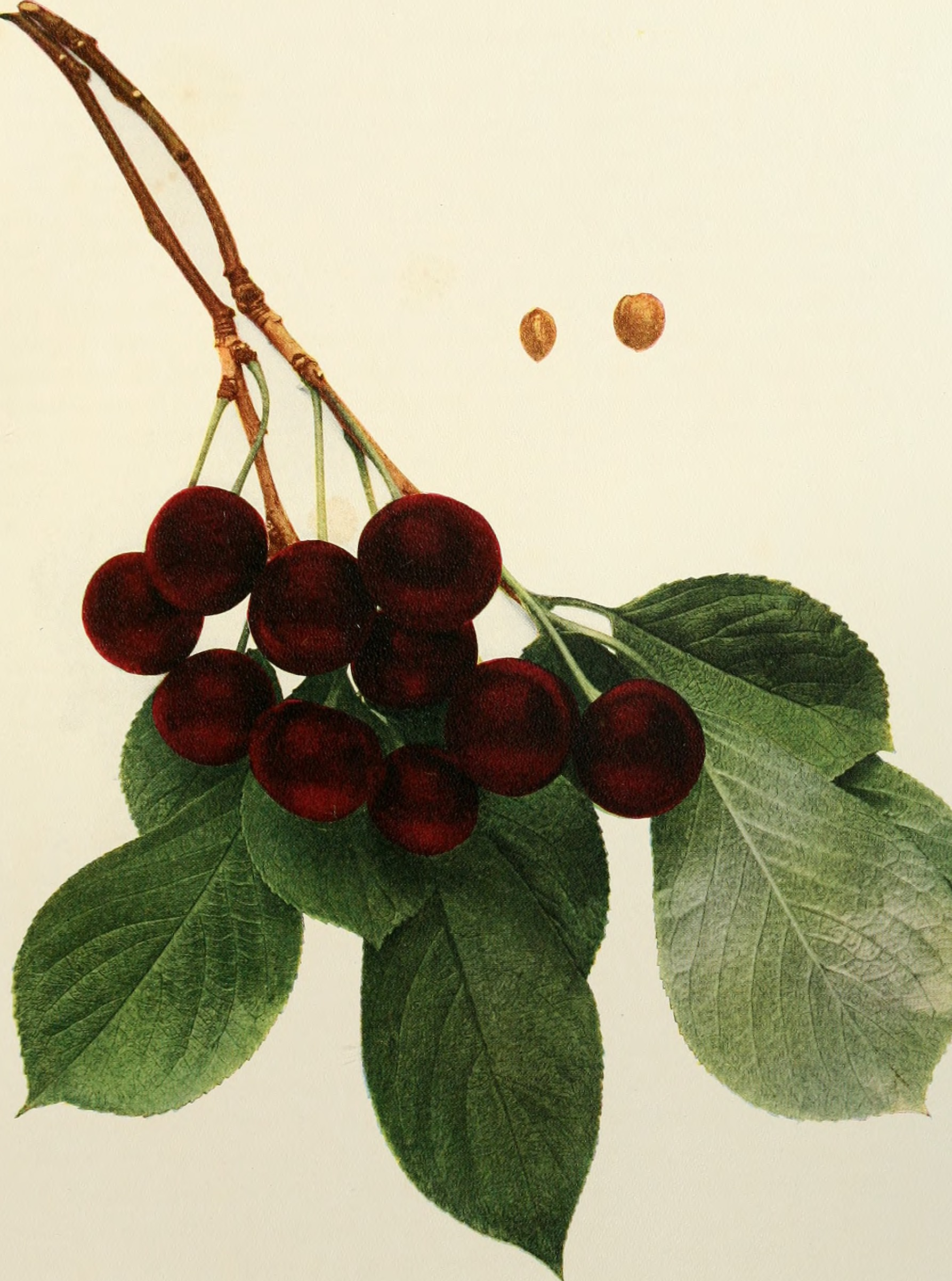

Die (große) Ostheimer (Zwerg-)Weichsel oder auch Fränkische Wucherkirsche ist eine geschmacklich sehr wertvolle Sorte der Sauerkirsche (Prunus cerasus), die relativ früh reift. Aus dem genetisch diverseren Formengemisch wurden auch einzelne benannte Hochleistungsklone ausgelesen, am bekanntesten „Reinhardts Ostheimer“, „Naumburger Ostheimer“ und „Kochs verbesserte Ostheimer Weichsel“. Die Sorte wird für Tafelobst, aber auch zur Verarbeitung empfohlen und wurde auch als Pfropfunterlage verwendet.

## Geschichte
Sie stammt wohl ursprünglich aus der spanischen Sierra Morena und wurde 1714 von einem Militärarzt bei der Heimkehr von dem Spanischen Erbfolgekrieg nach Ostheim vor der Rhön gebracht. Die üblichste Vermehrung über Wurzelausläufer bevorzugte leider die ausbreitungsfreudigeren Individuen, die aber schwächer tragen. Die Sorte war früher sehr bekannt und gehörte in Deutschland zu den meistangebauten Sorten.
Nach einer von mehreren Hypothesen stammt die ungarische Köröser Weichsel von der Ostheimer ab. Das Pillnitzer Institut für Obstforschung züchtete aus Köröser und Ostheimer die Sorte ‚Morina‘. Aus einer Verkreuzung mit der Süßkirsche Früheste der Mark gingen in zweiter Generation die Bastardkirschensorten Kelleriis 14 und 16 der Baumschule von Dorus Theus Poulsen auf Seeland hervor.

## Beschreibung
Die mittelstarkwüchsigen, Bäume entwickeln eine rundliche Krone und dünne, hängende Triebe. Wurzelecht gezogen haben sie einen strauchartigen Wuchs; mit einer geeigneten Veredelungsunterlage kann auch ein höherer Stamm erreicht werden. Sie sind wenig krankheitsanfällig und gedeihen auch auf schlechten Böden und in Höhenlagen. Ungeeignet sind besonders schwere Böden. Die Blätter sind klein und schmal. Bedeutende Schädlinge oder Krankheiten sind nicht bekannt.
Erträge setzen früh ein, sind aber nicht üppig. Die selbststerilen Blüten erscheinen früh im Jahr, was sie frostgefährdet macht. Die Früchte reifen etwas uneinheitlich und früh (vierte Kirschwoche). Am Baum sind sie eine geraume Zeit haltbar. Sie sind schließlich mattglänzend schwarzrot und hängen meistens einzeln. Sie sind (je nach Relation) klein bis mittelgroß, etwas abgeflacht und haben kaum erkennbare Rückenfurchen. Das dunkle Fleisch ist weich und saftig und lässt sich gut vom relativ kleinen Stein lösen. Der feine, aromatische Geschmack ist weichseltypisch mit einer angenehmen Säure.